# Marcin Lis (autor)
Marcin Lis (ur. 1975, zm. 6 listopada 2016) – polski informatyk, autor artykułów i książek o tematyce informatycznej. Publikował w pismach: Commodore&Amiga, Bajtek, Magazyn Internet, Teleinfo, Raport Teleinfo, Komputer Świat, Komputer Świat Ekspert.
Wieloletni członek Koła Przyjaciół Harcerstwa przy 194 Warszawskiej Drużynie Harcerzy „Puchacze” (1987-2015), a w ostatnich latach życia związany również z 270 WDH „Ostoja” i 1002 WDH „Wiązy” Związku Harcerstwa Rzeczypospolitej. Jako fotograf przez ponad 20 lat dokumentował życie harcerskie.

## Publikacje
- 2012. PHP i MySQL. Dla każdego. Wydanie II (ISBN 978-83-246-4797-2)
- 2012. Tworzenie stron WWW. Praktyczny kurs. e-book (ISBN 978-83-246-5489-5)[potrzebny przypis]
- 2012. C#. Ćwiczenia. Wydanie III (ISBN 978-83-246-3869-7)
- 2012. C#. Praktyczny kurs. Wydanie II (ISBN 978-83-246-3870-3)
- 2012. JavaScript. Praktyczny kurs. e-book (ISBN 978-83-246-5428-4)[potrzebny przypis]
- 2012. Tablice informatyczne. AJAX. e-book (ISBN 978-83-246-5167-2)
- 2012. Tablice informatyczne. Oracle. e-book (ISBN 978-83-246-5175-7)
- 2012. Tablice informatyczne. Java. Wydanie III (ISBN 978-83-246-3784-3)
- 2012. Tablice informatyczne. PHP 5 (ISBN 978-83-246-3783-6)
- 2012. Java. Ćwiczenia zaawansowane. Wydanie II (ISBN 978-83-246-3497-2)
- 2011. PHP 5. Leksykon kieszonkowy (ISBN 978-83-246-3394-4)
- 2011. PHP 5. Praktyczny kurs. Wydanie II (ISBN 978-83-246-3393-7)
- 2011. Joomla! 1.6. Ćwiczenia (ISBN 978-83-246-2744-8)
- 2011. Joomla! 1.6. Prosty przepis na własną stronę WWW (ISBN 978-83-246-2957-2)
- 2011. SQL. Ćwiczenia praktyczne. Wydanie II (ISBN 978-83-246-3051-6)
- 2011. Praktyczny kurs Java. Wydanie III (ISBN 978-83-246-3228-2)
- 2011. Java. Ćwiczenia praktyczne. Wydanie III (ISBN 978-83-246-2785-1)
- 2010. Dynamiczny HTML. 101 praktycznych skryptów (ISBN 978-83-246-2569-7)
- 2010. Tworzenie stron WWW. Praktyczny kurs (ISBN 978-83-246-2487-4)
- 2010. Excel w przykładach (ISBN 978-83-755-8747-0)
- 2009. Joomla! 1.5. Prosty przepis na własną stronę WWW (ISBN 978-83-246-2323-5)
- 2009. JavaScript. Praktyczny kurs (ISBN 978-83-246-2000-5)
- 2009. Firefox. Superprzeglądarka bez tajemnic (ISBN 978-83-7558-609-1)
- 2009. Filmy w DivX. Kompletny poradnik (ISBN 978-83-7558-312-0)
- 2009. Tablice informatyczne. PHP. Wydanie II (ISBN 978-83-246-1994-8)
- 2009. Tablice informatyczne. Java. Wydanie II (ISBN 978-83-246-1993-1)
- 2009. Tablice informatyczne. Oracle (ISBN 978-83-246-1995-5)
- 2008. Tablice informatyczne. AJAX (ISBN 83-246-1452-4)
- 2008. Własna strona WWW bez programowania (ISBN 978-83-7558-419-6)
- 2008. AJAX i PHP. Praktyczny kurs (ISBN 978-83-246-1175-1)
- 2008. PostgreSQL 8.3. Ćwiczenia (ISBN 978-83-246-0859-1)
- 2008. Ajax. 101 praktycznych skryptów (ISBN 978-83-246-1051-8)
- 2007. AJAX i PHP. Ćwiczenia praktyczne (ISBN 978-83-246-1176-8)
- 2007. C#. Praktyczny kurs (ISBN 978-83-246-0818-8)
- 2007. Java. Leksykon kieszonkowy. Wydanie II (ISBN 978-83-246-1063-1)
- 2007. Praktyczny kurs Java. Wydanie II (ISBN 978-83-246-0876-8)
- 2007. PostgreSQL. Leksykon kieszonkowy (ISBN 978-83-246-0869-0)
- 2007. Ajax. Ćwiczenia (ISBN 978-83-246-0686-3)
- 2007. PHP. 101 praktycznych skryptów. Wydanie II (ISBN 978-83-246-0796-9)
- 2006. JavaScript. Ćwiczenia praktyczne. Wydanie II (ISBN 83-246-0795-1)
- 2006. SQL. Ćwiczenia praktyczne (ISBN 83-246-0621-1)
- 2006. MySQL. Darmowa baza danych. Ćwiczenia praktyczne (ISBN 83-246-0600-9)
- 2006. C#. Ćwiczenia. Wydanie II (ISBN 83-246-0595-9)
- 2006. PHP5. Praktyczny kurs (ISBN 83-246-0307-7)
- 2006. Java. Ćwiczenia praktyczne. Wydanie II (ISBN 83-246-0327-1)
- 2006. 101 praktycznych skryptów na stronę WWW. Wydanie II (ISBN 83-246-0278-X)
- 2005. PHP i MySQL. Dla każdego (ISBN 83-7361-694-2)
- 2005. Tablice informatyczne. JavaScript (ISBN 83-7361-829-5)
- 2005. 505 praktycznych skryptów dla webmastera (ISBN 83-7361-749-3)
- 2005. Java. Leksykon kieszonkowy (ISBN 83-7361-778-7)
- 2004. Tablice informatyczne. PHP (ISBN 83-7361-560-1)
- 2004. Tablice informatyczne. Java (ISBN 83-7361-559-8)
- 2004. Praktyczny kurs Java (ISBN 83-7361-395-1)
- 2003. PHP. 101 praktycznych skryptów (ISBN 83-7361-127-4)
- 2003. C#. Ćwiczenia (ISBN 83-7361-128-2)
- 2002. Programowanie w Delphi. Poradnik krok po kroku  (ISBN 83-9123-389-8)
- 2002. 101 praktycznych skryptów na stronę WWW (ISBN 83-7197-879-0)
- 2002. Java. Ćwiczenia zaawansowane (ISBN 83-7197-947-9)
- 2002. Java. Ćwiczenia praktyczne (ISBN 83-7197-723-9)
- 2002. JavaScript. Ćwiczenia praktyczne (ISBN 83-7197-725-5)